# Гайе, Омар
Омар Гайе (англ. Omar Gaye, 18 сентября 1998 года, Банжул) — гамбийский футболист, защитник.

## Карьера
В 11 лет переехал в Европу. Свою карьеру начал в низших итальянских лигах. Перед началом сезона 2020/21 перешел в молдавскую Национальную дивизию, где он подписал контракт с клубом «Милсами».

## Сборная
За сборную Гамбии Омар Гайе дебютировал 8 июня 2021 года в товарищеском матче против Того (1:0).